# Storgrund, Vasa
Storgrund är en ö i Finland. Den ligger i Norra kvarken och i kommunen Vasa i landskapet Österbotten, i den västra delen av landet. Ön ligger nära Vasa och omkring 370 kilometer nordväst om Helsingfors.
Öns area är 5,7 hektar och dess största längd är 370 meter i nord-sydlig riktning.